# Laguna Totoral
La laguna Totoral es un cuerpo de agua superficial ubicado sobre la cuenca del río Puelo en la comuna de Cochamó, Provincia de Llanquihue, Región de Los Lagos en Chile.
Esta laguna no aparece en el inventario público de lagos de Chile, ni como lago ni como laguna.
(No confundir con el lago Totoral de la cuenca del río Negro (Argentina).)

## Ubicación y características
Está ubicada al costado derecho del río Puelo, recibe las aguas de la laguna Azul (Puelo) y, a través de su emisario río Desaguadero (Puelo) las descarga en el río principal de la cuenca.

## Historia
Luis Risopatrón lo describe brevemente en su Diccionario Jeográfico de Chile de 1924:: 894 
Totoral (Laguna). 41° 55' 71° 59' Es mediana, tiene 8 m de profundidad, ofrece abundancia de totoras en sus orillas i se encuentra a 206 m de altitud, en la banda N del curso medio del rio Puelo, del que es tributario, por intermedio del rio Desaguadero. 61, xcv, p. 205; 111. i, p. mapa de Steffen (1909); i ii, p. 32; 134; i 156.